# Банон (коммуна)
Бано́н (фр. Banon, окс. Banon) — коммуна во Франции, находится в регионе Прованс — Альпы — Лазурный Берег. Департамент коммуны — Альпы Верхнего Прованса. Входит в состав кантона Банон. Округ коммуны — Форкалькье.
Код INSEE коммуны — 04018.

## Население
Население коммуны на 2008 год составляло 1074 человека.
| 1962 | 1968 | 1975 | 1982 | 1990 | 1999 | 2008 |
| ---- | ---- | ---- | ---- | ---- | ---- | ---- |
| 664  | 767  | 850  | 973  | 940  | 878  | 1074 |

## Климат
| Показатель                            | Янв. | Фев. | Март | Апр. | Май  | Июнь | Июль | Авг. | Сен. | Окт. | Нояб. | Дек. | Год  |
| ------------------------------------- | ---- | ---- | ---- | ---- | ---- | ---- | ---- | ---- | ---- | ---- | ----- | ---- | ---- |
| Средний максимум, °C                  | 8,6  | 10,9 | 15,4 | 16,9 | 21,4 | 25,8 | 29,3 | 28,9 | 24,0 | 18,5 | 12,7  | 9,3  | 18,5 |
| Средняя температура, °C               | 4,3  | 6,2  | 8,2  | 11,1 | 15,1 | 19,3 | 22,4 | 22,0 | 18,0 | 13,4 | 8,2   | 5,2  | 12,8 |
| Средний минимум, °C                   | −0,0 | 0,5  | 3,0  | 5,4  | 8,9  | 12,8 | 15,4 | 15,2 | 12,0 | 8,2  | 3,8   | 1,1  | 7,2  |
| Норма осадков, мм                     | 27   | 25   | 24   | 44   | 40   | 28   | 21   | 33   | 46   | 54   | 53    | 31   | 426  |
| Источник: Relevé météo de Forcalquier |      |      |      |      |      |      |      |      |      |      |       |      |      |

## Экономика
В 2007 году среди 635 человек в трудоспособном возрасте (15—64 лет) 448 были экономически активными, 187 — неактивными (показатель активности — 70,6 %, в 1999 году было 70,9 %). Из 448 активных работали 396 человек (223 мужчины и 173 женщины), безработных было 52 (24 мужчины и 28 женщин). Среди 187 неактивных 56 человек были учениками или студентами, 62 — пенсионерами, 69 были неактивными по другим причинам.

## Достопримечательности
- Оборонительные стены XV века и ворота XIV века
- Приходская церковь Сен-Марк в романском стиле (1652 год)
- Приходская церковь Сен-Жюст-э-Нотр-Дам-де-Анж (1909—1911 года), имеет небольшую колокольню
- Часовни: Нотр-Дам-де-Анж (XIII век), Нотр-Дам-дю-Бон-Секур (1769), Сен-Марк

## Фотогалерея

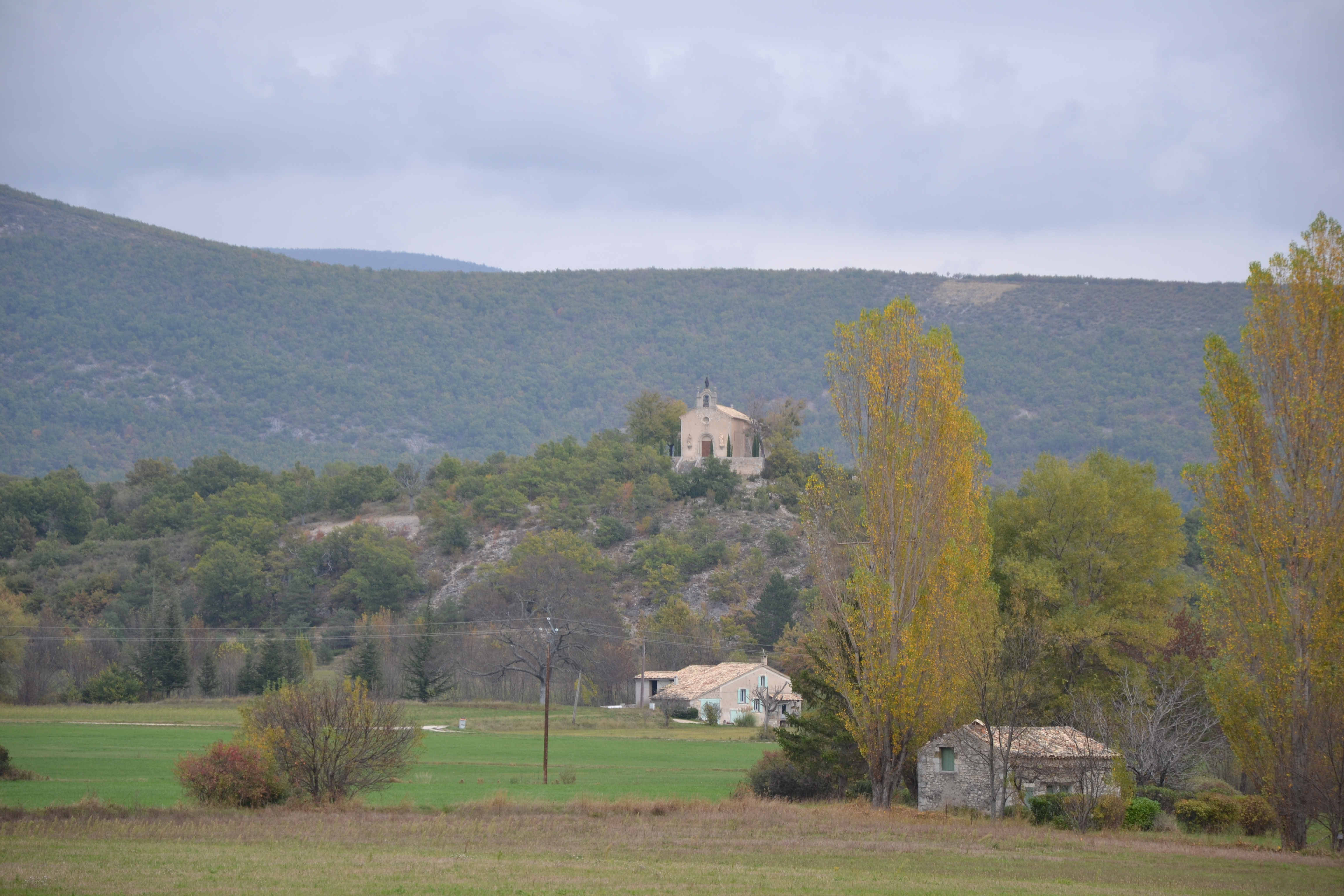
Часовня Богоматери Ангелов
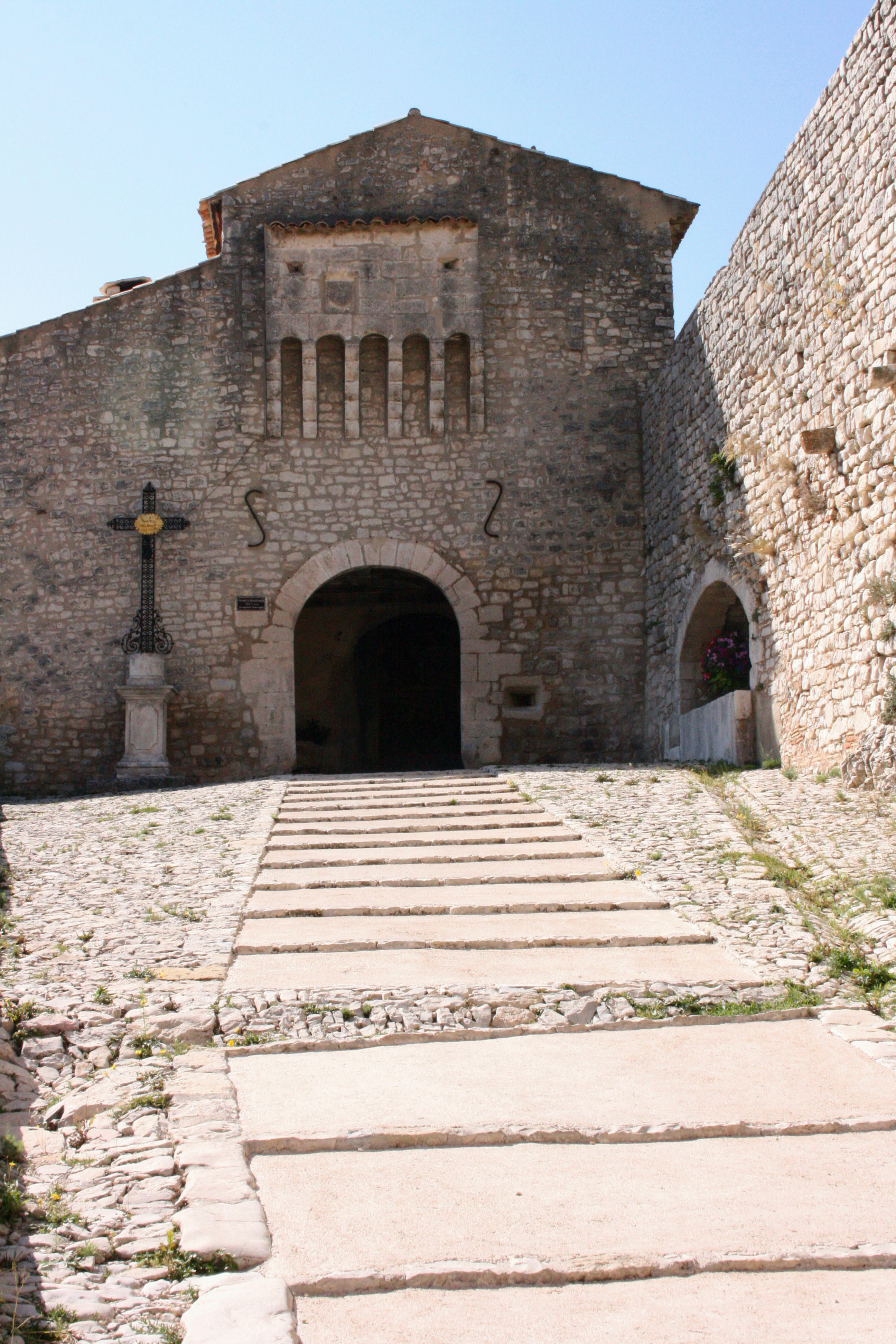
Ворота XIV века
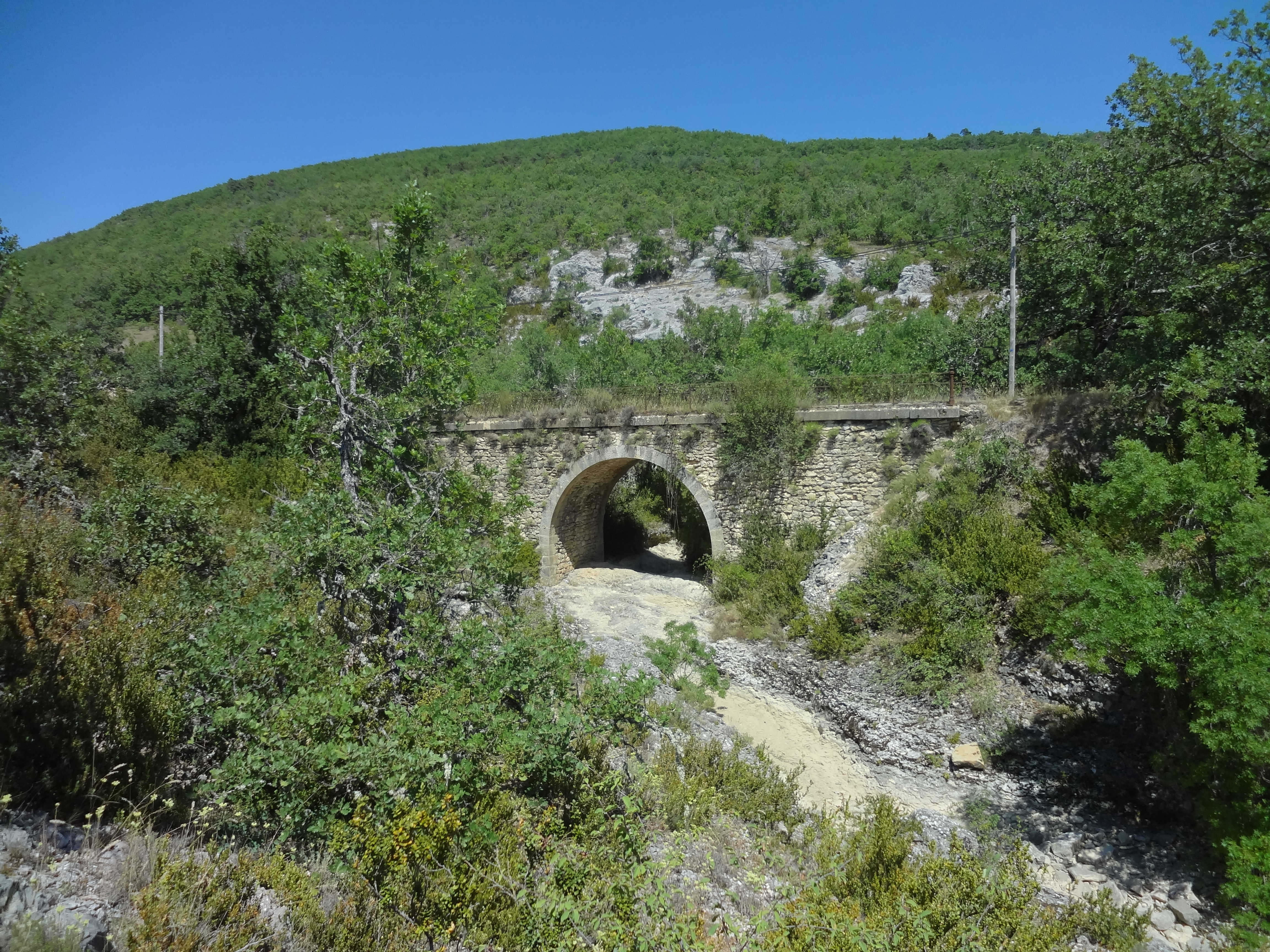
Мост на Ларге
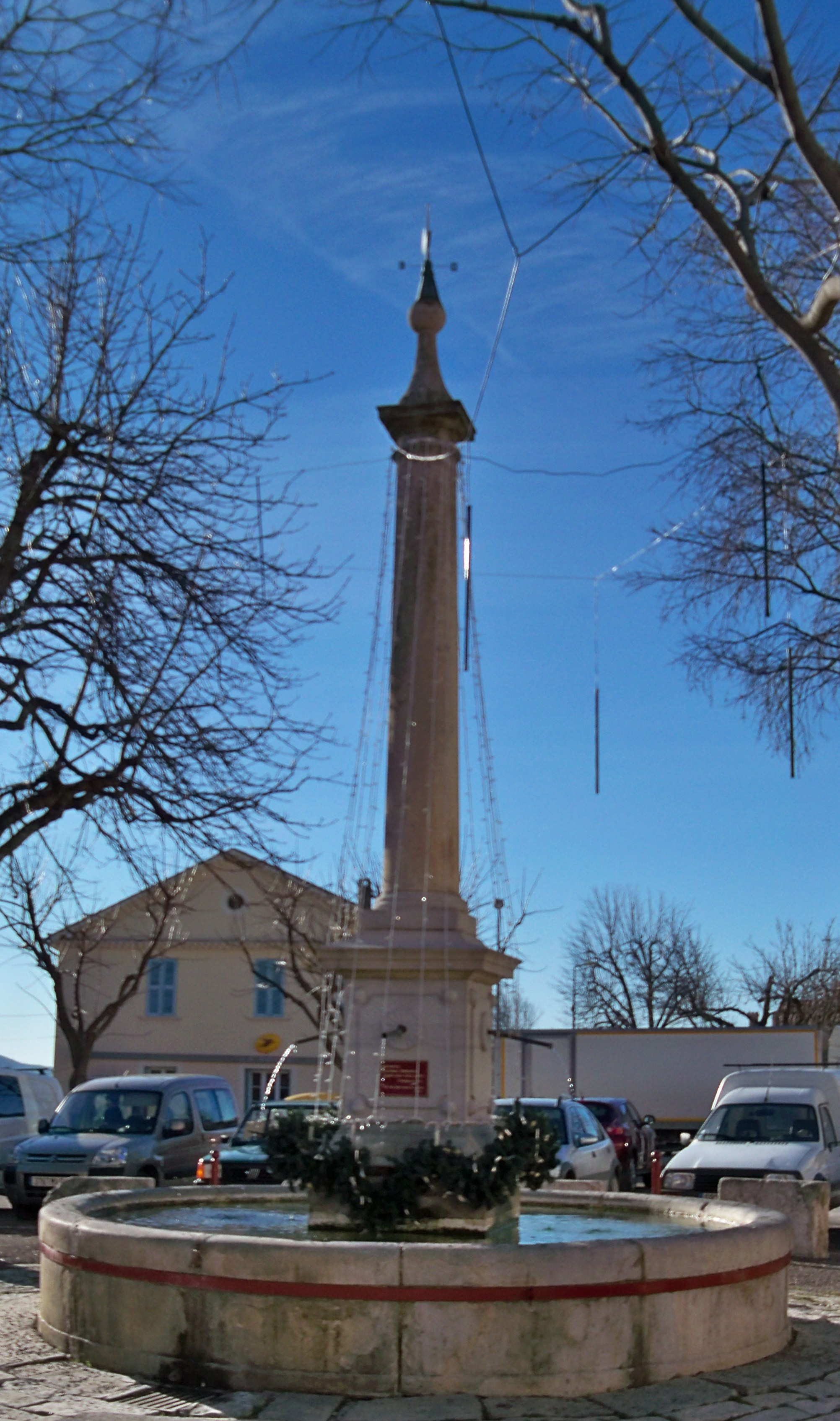
Фонтан
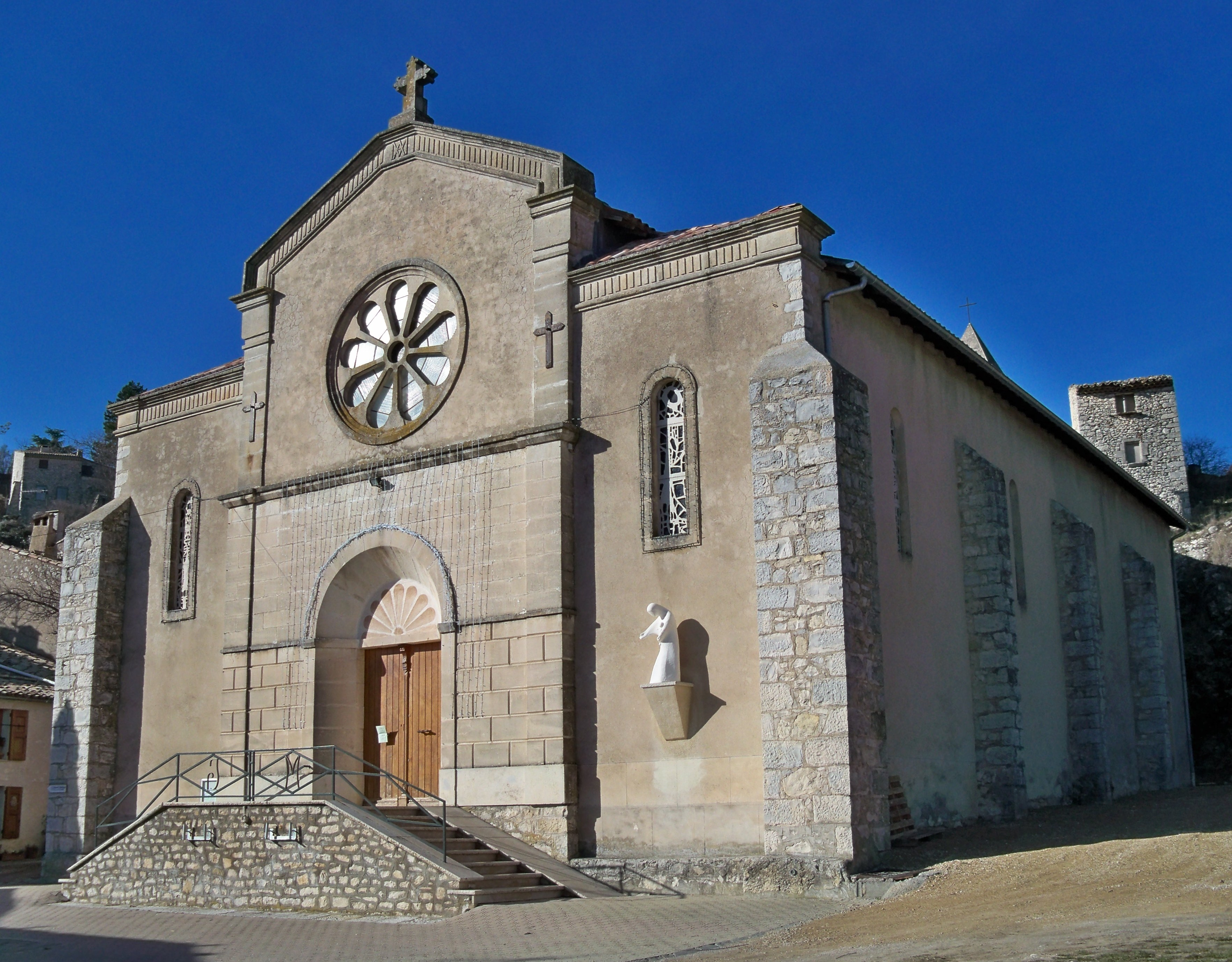
Церковь Сен-Жюст